# Colonisation de Pluton

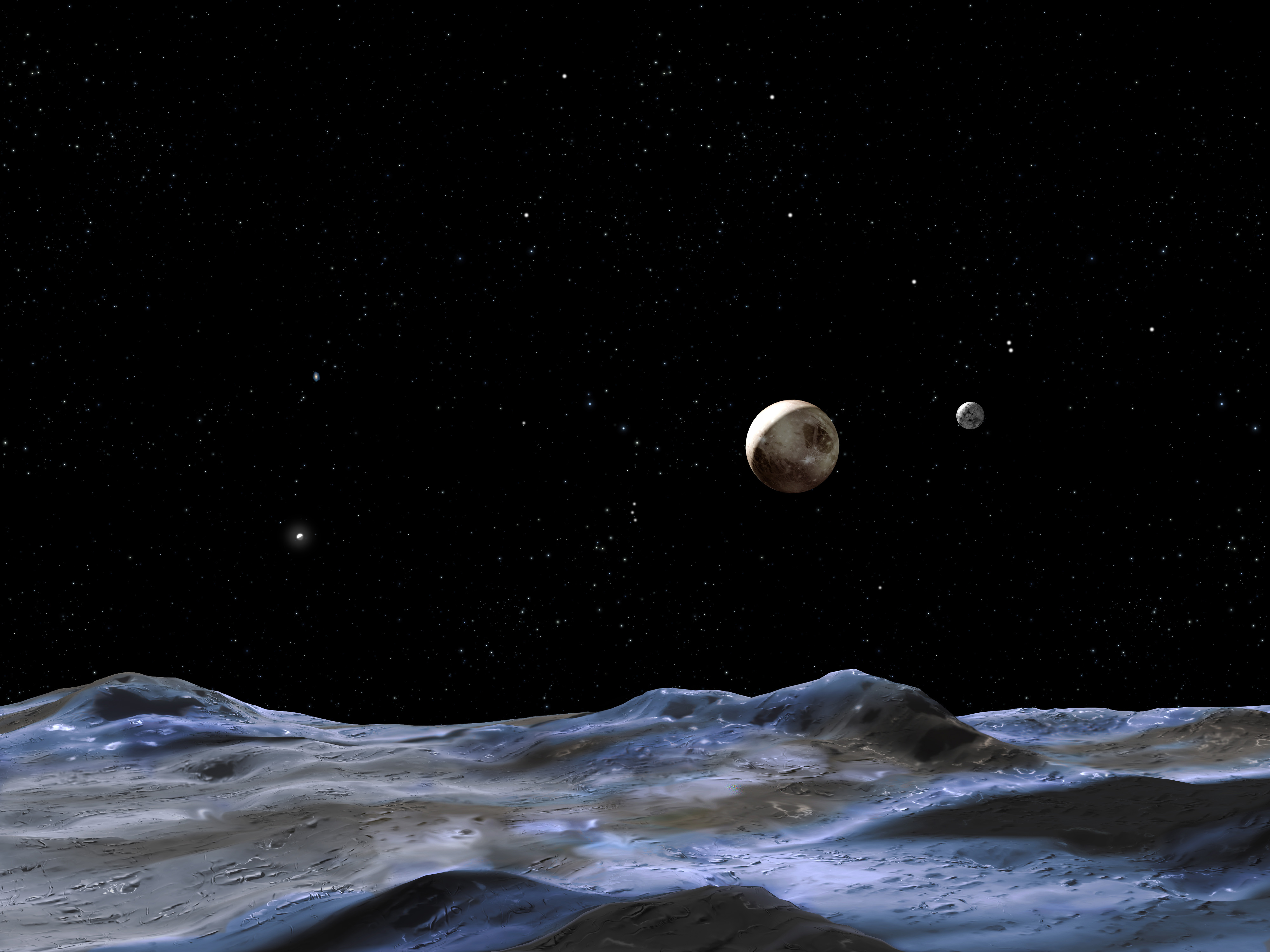
Vue d'artiste pour la NASA de Pluton (à gauche) et Charon (droite) vu depuis Hydre.

Pluton, planète naine, a été placée, en 2003, sur l'agenda des 200 prochaines années de colonisation de l'espace, du programme de vol établi par les planificateurs de la NASA du programme spatial américain. C'est cependant dès les années 1990 que l'attention du public avait été attirée sur la possibilité d'une exploration humaine de Pluton, avec la mise en vente aux États-Unis d'une série de timbres-poste sur le thème de l'exploration spatiale. Celui représentant Pluton portait la légende « Not Yet Explored » (pas encore explorée).
Selon Alan Stern, planétologue et responsable de la mission New Horizons vers Pluton, l'état de la technologie laisse cependant « difficilement imaginer » un voyage habité vers Pluton. Bien que les technologies actuelles, employées pour la mission New Horizons demandent un trajet de 9 ans aller simple, les recherches récentes montrent que de nouvelles solutions de propulsion nucléaire pourraient permettre un voyage aller-retour en 4 ans. D'autres analystes envisagent que les évolutions de ces moteurs puissent permettre d'atteindre Pluton en moins d'un mois, rendant alors possible des voyages, qui n'altéreraient pas l'état de santé des astronautes comme c'est le cas lors de longs séjours en impesanteur. Stern table sur une Pluton habitable dans 5,7 milliards d'années, quand le Soleil deviendra une géante rouge.

## Avantages de Pluton
Selon les connaissances actuelles, Pluton est une planète naine qu'il serait possible de coloniser grâce à sa surface, composée de matériaux identiques aux roches terrestres et à la présence de glace dans la croûte et le manteau de la planète, pouvant constituer un océan sous la surface si la planète naine possède encore une activité radioactive réchauffante dans son noyau. Pluton possède également cinq lunes dont : Nix, Hydre, et Charon. Son atmosphère ne représente que 0,09 % de celle de la Terre. Pluton et Charon ont des rotations synchronisées et leurs orbites sont quasi circulaires, ce qui rendrait possible la construction d'un ascenseur spatial pour franchir les 17 773 km qui les séparent. Cette distance représente moins de la moitié des 36 000 km de l'orbite géosynchrone de la Terre, les champs gravitationnels sont, en outre, beaucoup plus faibles.

## Inconvénients de Pluton
La gravité de surface n'est que 6 % de celle de la Terre, la rotation de Pluton sur son axe est lente (6,9 jours terrestres pour 1 rotation), et sa période orbitale autour du Soleil de 248 années terrestres. La durée du voyage depuis la Terre est de l'ordre d'une décennie et demie avec la technologie actuelle. L'énergie constitue un autre problème majeur, le flux solaire représente au maximum 0,11 % de ce qui est disponible sur Terre, l'énergie nucléaire reste donc la seule option actuellement envisageable. La terraformation de Pluton parait impossible en raison des températures extrêmement basses.

## Dans la littérature
- Dans Guardians of the Galaxy comic de janvier 1969, le personnage de Martinex T'Naga est, au XXXIe siècle, le dernier survivant d'une colonie humaine basée sur Pluton.
- Dans l'univers de fiction Star Trek, le livre de référence Star Trek Spaceflight Chronology indique que la première base sur Pluton commence ses activités en 2039.
- Dans "Le piège diabolique", Pluton est la base arrière des résistants à l'empire totalitaire établi sur Terre au LIe siècle.